# Bag Storbyens Kulisser
Bag Storbyens Kulisser (originaltitel Lilies of the Field) er en amerikansk stumfilm fra 1924 af John Francis Dillon.

## Medvirkende
- Corinne Griffith som Mildred Harker
- Conway Tearle som Louis Willing
- Alma Bennett som Doris
- Sylvia Breamer som Vera
- Myrtle Stedman som Mazie
- Crauford Kent som Walter Harker
- Charles Murray som Charles Lee
- Phyllis Haver som Gertrude
- Cissy Fitzgerald som Florette